# Paraserianthes lophantha
Paraserianthes lophantha (Syn.: Albizia lophantha) ist die einzige Art der monotypischen Pflanzengattung Paraserianthes innerhalb der Familie der Hülsenfrüchtler (Fabaceae). Dieser Endemit kommt natürlich nur an der Südwestküste des australischen Bundesstaates Western Australia vor. Englischsprachige Trivialnamen sind: „Albizia“, Cape Leeuwin Wattle, Cape Wattle, Crested Wattle, Plume Albizia.

## Beschreibung

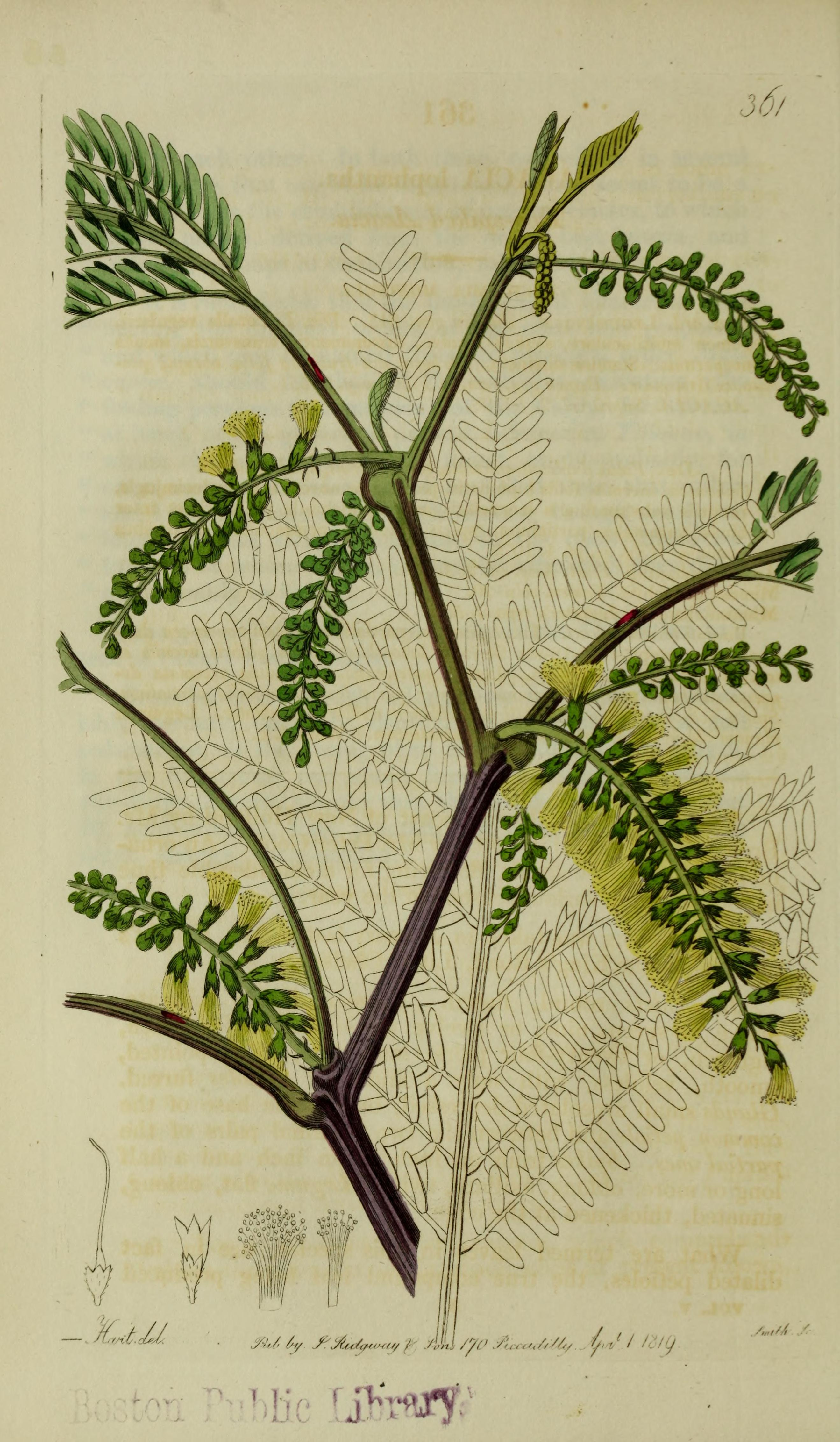
Illustration von 1815

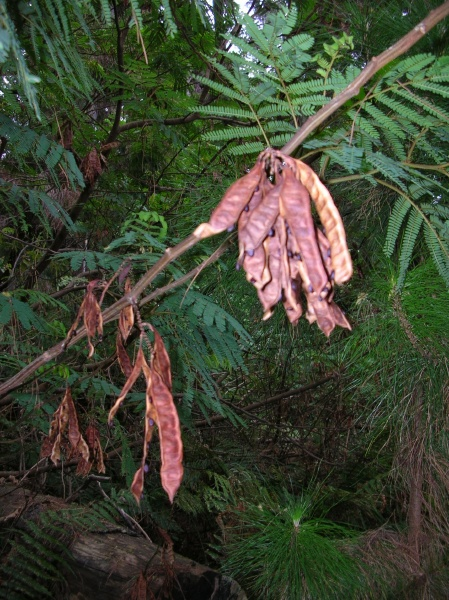
Gefiederte Laubblätter und Hülsenfrüchte

### Vegetative Merkmale
Paraserianthes lophantha wächst als immergrüner Strauch oder kleiner Baum mit Wuchshöhen von bis zu 6 Metern.  Die Rinde der rippigen Zweige ist behaart.
Die wechselständig an dem Zweigen angeordneten Laubblätter sind in Blattstiel und Blattspreite gegliedert. Der Blattstiel ist 3 bis 8 Zentimeter lang. Die doppelt gefiederte Blattspreite besitzt 8 bis 15 Fiedernpaare 1. Ordnung und jeweils 20 bis 40 Paare von Fiederblättchen an den Fiedern 2. Ordnung. Die Nebenblätter winzig.

### Generative Merkmale
Zahlreiche Blüten stehen in einem zylindrischen, flaschenbürstenartigen Blütenstand zusammen. Die Kronblätter sind grünlich-weiß.
Die kahlen, geraden Hülsenfrüchte sind bis zu 15 Zentimeter lang sowie etwa 1,8  Zentimeter breit und viele Samen. Die Samen sind dunkelbraune oder schwarze.

## Verbreitung
Dieser Endemit kommt natürlich nur an der Südwestküste von Western Australia von Fremantle bis zum King George Sound vor. Ferdinand von Mueller breitete Paraserianthes lophantha erstmals aus, indem er Samen-Pakete den frühen Entdeckern Australiens in der Erwartung mitgab, die an ihren Lagerplätzen ausgebrachten Samen würden später ihre Reiserouten nachvollziehbar machen.
Paraserianthes lophantha wird in den Gebieten Australiens, in denen sie nicht autochthon ist, als invasive Pflanze angesehen, ebenso in Neuseeland, Südafrika, den Kanarischen Inseln und Chile.

## Systematik
Im Zuge einer Revision des Tribus Ingeae wurde von Nielsen 1981 zuerst Gattung A abgetrennt und 1992 die Gattung Paraserianthes erstellt. Die neue Gattung enthielt vier Arten, eine davon mit zwei Unterarten und eine andere mit zwei Varietäten und war in zwei Sektionen, Paraserianthes und Falcataria, aufgeteilt. Die Arten von Paraserianthes waren früher in einer Sektion der Gattung Albizia zugehörig und wurden auf Grund der einheitlichen Blüten von Nielsen der neuen Gattung zugeordnet. Barneby und Grimes sahen 1996 die Sektion Falcataria als eigene, neue Gattung und Paraserianthes als monotypisch mit einer Art mit vier Varietäten. Nach Lewis und Rico 2005 ist die Gattung Paraserianthes monotypisch mit einer Art.
Von Paraserianthes lophantha sind zwei Unterarten beschrieben:
- Paraserianthes lophantha (Willd.) I.C.Nielsen subsp. lophantha mit ursprünglichem Verbreitungsgebiet im südwestlichen Australien.
- Paraserianthes lophantha subsp. montana (Jungh.) I.C.Nielsen verbreitet im tropischen Asien.

Barneby und Grimes schlugen 1996 vor, dass Paraserianthes lophantha zwar morphologisch variabel ist, aber mit geringen genetischen Unterschieden und damit ohne Subtaxa.